# Ackermannviridae
Ackermannviridae ist die Bezeichnung einer Familie von Viren in der Klasse Caudoviricetes.
Als natürliche Wirte dienen Gammaproteobakterien (Proteobacteria). Derzeit (Stand Mai 2024) gibt es offiziell vom International Committee on Taxonomy of Viruses (ICTV) bestätigt in dieser Familie zwei Unterfamilien und weitere sieben Gattungen ohne Unterfamilien-Zuordnung.

## Etymologie
Der Name der Familie wurde zu Ehren von Hans-Wolfgang Ackermann (1936–2017), einem deutschen Mikrobiologen und Virologen (geboren in Berlin) vergeben. Die Endung ‚-viridae‘ ist die Standard-Endung für Virusfamilien.

## Aufbau
Die Virionen (Virusteilchen) der Ackermannviridae haben wie bei allen Caudovirales („Schwanzviren“) eine Kopf-Schwanz-Struktur. Der ikosaedrische Kopf (Kapsid) ist nicht umhüllt und hat einen Durchmesser von ca. 93 nm. Der Hals ist ohne Kragen und hat eine kleine Grundplatte. Der Schwanz von etwa 140 nm Breite und 20 nm Länge ist kontraktil. Am Schwanz sind ca. 38 nm lange Fibern angebracht.

## Genom
Das Genom ist ein lineares dsDNA-Molekül (Doppelstrang-DNA) von etwa 155 kbp (Kilo-Basenpaare) Länge.
Es kodiert für 190 bis 216 Proteine und eine bis sieben tRNAs (Transfer-RNAs).

## Replikationszyklus
Die Replikation erfolgt im Zytoplasma der Wirtszellen. Die Gene werden durch Operons transkribiert.
Zunächst heftet sich der Phage über seine Schwanzfasern an die Wirtszelle.
Danach erfolgt der Ausstoß (Injektion) der Virus-DNA in das Zytoplasma der Wirtszelle durch den hohlen Schwanz per Kontraktion dieser Schwanzscheide.
Dort folgen die Transkription und Translation der „frühen“ Gene, d. h. er werden zunächst diejenigen Proteine erzeugt, die die Kontrolle über die Wirtszelle übernehmen.
In der nächsten Phase folgt die Replikation des viralen Genoms sowie die Transkription und Translation der restlichen, „späten“ Gene.
Jetzt kann der Zusammenbau (Assembly) der Virusteilchen beginnen:
An dessen Anfang steht die Montage eines noch leeren Prokapsids (= leeres Kapsid ohne Genom darin). Danach folgt die Verpackung des Genoms. Die Assemblierung wird abgeschlossen mit dem Zusammenbau der viralen Schwanzfasern und der Montage des Virus-Schwanzes.
Die reifen Virionen werden schließlich durch Lyse aus der Zelle unter deren Zerstörung (Platzen) freigesetzt.

## Systematik
Die Systematik der Ackermannviren ist nach ICTV (Stand Mai 2024),
ergänzt um einige Vorschläge in Anführungszeichen sowie weitere Spezies-Mitglieder (wo nicht anders angegeben gemäß der NCBI-Taxonomie mit Stand 12. Juli 2024) 
wie folgt:
Ordnung: Caudovirales, Familie: Ackermannviridae
- Unterfamilie: Aglimvirinae

- Gattung: Agtrevirus (veraltet Ag3virus)
  - Spezies: Agtrevirus AG3 (Shigella-Virus AG3, ehem. Typus) mit Shigella phage phiSboM-AG3
  - Spezies: Agtrevirus EM4 (Enterobacter-Virus EspM4VN) mit Enterobacter phage phiEM4 alias Enterobacter phage EspM4VN
  - Spezies: Agtrevirus MK13 (Shigella-Virus MK-13) mit Shigella phage MK-13
  - Spezies: Agtrevirus P46FS4 (Salmonella-Virus P46FS4) mit Salmonella phage P46FS4
  - Spezies: Agtrevirus SKML39 (Salmonella-Virus SKML39) mit Salmonella phage SKML39

- Gattung: Limestonevirus
  - Spezies: Limestonevirus limestone (Dickeya-Virus Limestone, ehem. Typus) mit Dickeya phage vB-DsoM-LIMEstone1 und Dickeya phage Coodle
  - Spezies: Limestonevirus RC2014 (Dickeya-Virus RC2014) mitDickeya phage RC-2014

- Unterfamilie: Cvivirinae

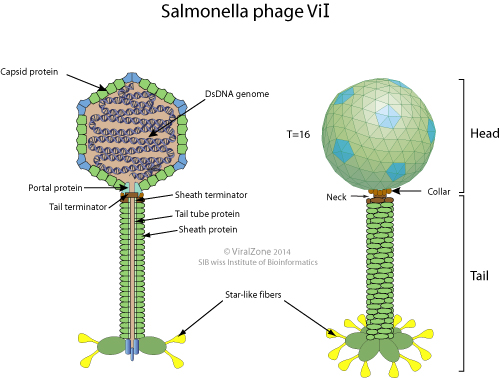
Schemazeichnung eines Virions von Salmonella-Phage Vil (Spezies Kuttervirus ViI), Querschnitt und Außenansicht

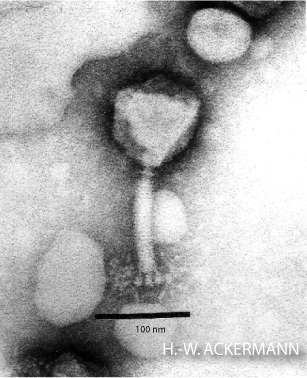
EM-Aufnahme eines Virions von Salmonella-Virus ViI, offiziell Kuttervirus ViI (H.-W. Ackermann)

- Gattung: Kuttervirus (veraltet Cba120virus), zusammengelegt mit Viunavirus (veraltet Vi1virus, Viunalikevirus)
  - Spezies: Kuttervirus aagejoakim (Salmonella-Virus aagejoakim) mit Salmonella phage aagejoakim
  - Spezies: Kuttervirus allotria (Salmonella-Virus allotria) mit Salmonella phage allotria
  - Spezies: Kuttervirus barely (Salmonella-Virus barely) mit Salmonella phage barely
  - Spezies: Kuttervirus bering (Salmonella-Virus bering) mit Salmonella phage bering
  - Spezies: Kuttervirus BSP101 (Salmonella-Virus BSP101) mit Salmonella phage BSP101, Pseudomonas phage Pa-sanjiao, Salmonella phage S8 und Salmonella phage Se-U
  - Spezies: Kuttervirus CBA120 (Escherichia-Virus CBA120, ehem. Typus) mit Escherichia phage CBA120
  - Spezies: Kuttervirus Det7 (Salmonella-Virus Det7) mit Salmonella phage Det7
  - Spezies: Kuttervirus dinky (Salmonella-Virus dinky) mit Salmonella phage dinky
  - Spezies: Kuttervirus ECML4 (Escherichia-Virus ECML4, früher zur Gattung Viunavirus) mit Escherichia phage ECML-4
  - Spezies: Kuttervirus EP75 (Escherichia-Virus EP75) mit Escherichia phage EP75
  - Spezies: Kuttervirus FEC14 (Escherichia-Virus FEC14) mit Escherichia phage FEC14
  - Spezies: Kuttervirus GG32 (Salmonella-Virus GG32) mit Salmonella phage GG32
  - Spezies: Kuttervirus heyday (Salmonella-Virus heyday) mit Salmonella phage heyday
  - Spezies: Kuttervirus kv38 (Salmonella-Virus 38) mit Salmonella phage 38
  - Spezies: Kuttervirus maane (Salmonella-Virus maane) mit Salmonella phage maane
  - Spezies: Kuttervirus marshall (Salmonella-Virus Marshall) mit Salmonella phage Marshall
  - Spezies: Kuttervirus maynard (Salmonella-Virus Maynard) mit Salmonella phage Maynard
  - Spezies: Kuttervirus moki (Salmonella-Virus moki) mit Salmonella phage moki
  - Spezies: Kuttervirus mutine (Salmonella-Virus Mutine) mit Salmonella phage Mutine
  - Spezies: Kuttervirus pertopsoe (Salmonella-Virus pertopsoe) mit Salmonella phage pertopsoe
  - Spezies: Kuttervirus PhaxI (Escherichia-Virus PhaxI) mit Escherichia phage PhaxI
  - Spezies: Kuttervirus PM10 (Salmonella-Virus PM10) mit Salmonella phage vB-SalM-PM10
  - Spezies: Kuttervirus rabagast (Salmonella-Virus rabagast) mit Salmonella phage rabagast
  - Spezies: Kuttervirus S118 (Salmonella-Virus S118) mit Salmonella phage S118
  - Spezies: Kuttervirus SE14 (Salmonella-Virus SE14) mit Salmonella phage SE14
  - Spezies: Kuttervirus SeB (Salmonella-Virus SeB) mit Salmonella phage Se-B, Salmonella phage Se-D, Salmonella phage Se-E und Salmonella phage SeHz-1
  - Spezies: Kuttervirus SeG (Salmonella-Virus SeG) mit Salmonella phage Se-G und Salmonella phage Se-F
  - Spezies: Kuttervirus SeJ (Salmonella-Virus SeJ) mit Salmonella phage Se-J, Salmonella phage Se-H, Salmonella phage Se-I, Salmonella phage Se-N
  - Spezies: Kuttervirus SenALZ1 (Salmonella-Virus SenALZ1) mit Salmonella phage SenALZ1 und Salmonella phage SeTs-2
  - Spezies: Kuttervirus SenASZ3 (Salmonella-Virus SenASZ3) mit Salmonella phage SenASZ3
  - Spezies: Kuttervirus SeSz1 (Salmonella-Virus SeSz1) mit Salmonella phage SeSz-1
  - Spezies: Kuttervirus SFP10 (Salmonella-Virus SFP10) mit Salmonella phage SFP10
  - Spezies: Kuttervirus SH19 (Salmonella-Virus SH19) mit Salmonella phage PhiSH19
  - Spezies: Kuttervirus SJ2 (Salmonella-Virus SJ2) mit Salmonella phage vB-SalM-SJ2
  - Spezies: Kuttervirus SJ3 (Salmonella-Virus SJ3) mit Salmonella phage vB-SalM-SJ3
  - Spezies: Kuttervirus SP1 (Salmonella-Virus SP1) mit Salmonella phage SP1
  - Spezies: Kuttervirus SS9 (Salmonella-Virus SS9) mit Salmonella phage SS9 und Salmonella phage SS3
  - Spezies: Kuttervirus STML131 (Salmonella-Virus STML131) mit Salmonella phage STML-13-1
  - Spezies: Kuttervirus STW77 (Salmonella-Virus STW77) mit Salmonella phage ST-W77, Salmonella phage PST-D24 und Salmonella phage SPHG3
  - Spezies: Kuttervirus ViI (Salmonella-Virus ViI) mit Salmonella phage Vi01

- ohne zugewiesene Unterfamilie:

- Gattung: Campanilevirus
  - Spezies: Campanilevirus YC (Vibrio-Virus YC, monotypisch) mit Vibrio phage YC

- Gattung: Kujavirus
  - Spezies: Kujavirus kuja (Vibrio-Virus Kuja, monotypisch) mit Vibrio phage vB_VchM_Kuja

- Gattung: Miltonvirus
  - Spezies: Miltonvirus 3M (Serratia-Virus 3M) mit Serratia phage vB_SmaA_3M
  - Spezies: Miltonvirus MAM1 (Serratia-Virus MAM1) mit Serratia phage phiMAM1 alias Bacteriophage ϕMAM1 und Serratia phage 2050H1

- Spezies: „Serratia phage KNP4“ (Serratia-Phage KNP4, Vorschlag)

- Gattung: Nezavisimistyvirus
  - Spezies: Nezavisimistyvirus bue1 (Erwinia-Virus Bue1) mit Erwinia phage vB_EamM-Bue1
  - Spezies: Nezavisimistyvirus Ea2809 (Erwinia-Virus Ea2809) mit Erwinia phage phiEa2809

- Gattung: Taipeivirus
  - Spezies: Taipeivirus 0507KN21 (Klebsiella-Virus 0507KN21, ehem. Typus) mit Klebsiella phage 0507-KN2-1
  - Spezies: Taipeivirus IME250 (Serratia-Virus IME250) mit Serratia phage vB_Sru_IME250
  - Spezies: Taipeivirus KpS110 (Klebsiella-Virus KpS110) mit Klebsiella phage vB_KpnM_KpS110
  - Spezies: Taipeivirus KWBSE436 (Escherichia-Virus KWBSE43-6) mit Escherichia phage vB_EcoM_KWBSE43-6
  - Spezies: Taipeivirus magnus (Klebsiella-Virus Magnus) mit Klebsiella phage Magnus
  - Spezies: Taipeivirus may (Klebsiella-Virus May) mit Klebsiella phage May
  - Spezies: Taipeivirus menlow (Klebsiella-Virus Menlow) mit Klebsiella phage Menlow
  - Spezies: Taipeivirus UPM2146 (Klebsiella-Virus UPM2146) mit Klebsiella phage UPM 2146

- Gattung: Tedavirus
  - Spezies: Tedavirus A829 (Aeromonas-Virus A8-29) mit Aeromonas phage phiA8-29

- Gattung: Vapseptimavirus
  - Spezies: Vapseptimavirus VAP7 (Vibrio-Virus VAP7) mit Vibrio phage VAP7, Vibrio phage BX-1 und Vibrio phage VP-1

- ohne zugewiesene Gattung:

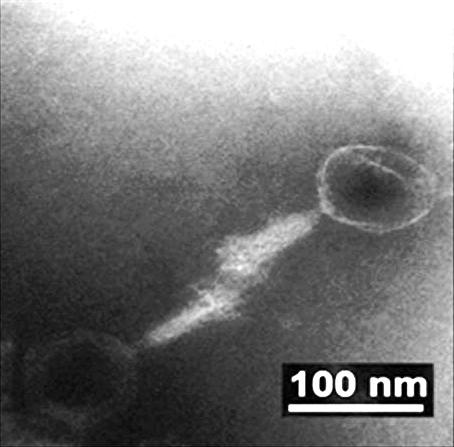
TEM-Aufnahem eines Virions des Acinetobacter-Phagen SH-Ab 15599

- Spezies: „Acinetobacter phage SH-Ab 15599“ („Acinetobacter-Phage SH-Ab 15599“)
- Spezies: „Ralstonia phage RSP15“ („Ralstonia-Phage RSP15“)

Verschiebungen:
- zur Caudoviricetes-Familie Pootjesviridae
  - ehem. Spezies Rhizobium-Phage AF3 (Vorschlag) mit Rhizobium phage AF3 ⇒
Spezies Innesvirus AF3
  - ehem. Spezies Sinorhizobium-Phage phiM9 (Vorschlag) mit Sinorhizobium phage phiM9 ⇒
Spezies Emnonavirus phiM9